# Temporada 1967-68 de la NBA
La temporada 1967-68 de la NBA fue la vigesimosegunda en la historia de la liga. La temporada finalizó con Boston Celtics como campeones tras ganar a Los Angeles Lakers por 4-2.

## Aspectos destacados
- Seattle SuperSonics y San Diego Rockets debutaron en la liga.
- La NBA aumentó el calendario de temporada regular de 81 partidos por equipo a 82, manteniéndose hasta la fecha.
- El All-Star Game de la NBA de 1968 se disputó en el Madison Square Garden de Nueva York, con victoria del Este sobre el Oeste por 144-124. Hal Greer, de Philadelphia 76ers, ganó el premio al MVP del partido.
- La nueva American Basketball Association se convirtió en la liga rival de la NBA.

## Clasificaciones
| Equipo             | V  | D  | %V   | P  |
| ------------------ | -- | -- | ---- | -- |
| Philadelphia 76ers | 62 | 20 | .756 | -  |
| Boston Celtics C   | 54 | 28 | .659 | 8  |
| New York Knicks    | 43 | 39 | .524 | 19 |
| Detroit Pistons    | 40 | 42 | .488 | 22 |
| Cincinnati Royals  | 39 | 43 | .476 | 23 |
| Baltimore Bullets  | 36 | 46 | .439 | 26 |

| Equipo                 | V  | D  | %V   | P  |
| ---------------------- | -- | -- | ---- | -- |
| St. Louis Hawks        | 56 | 26 | .683 | -  |
| Los Angeles Lakers     | 52 | 30 | .634 | 4  |
| San Francisco Warriors | 43 | 39 | .524 | 13 |
| Chicago Bulls          | 29 | 53 | .354 | 27 |
| Seattle SuperSonics    | 23 | 59 | .280 | 33 |
| San Diego Rockets      | 15 | 67 | .183 | 41 |

* V: Victorias
* D: Derrotas
* %V: Porcentaje de victorias
* P: Partidos de diferencia respecto a la primera posición
* C: Campeón

## Playoffs
|  | Semifinales de División | Semifinales de División | Semifinales de División |   |           | Finales de División | Finales de División | Finales de División |  |    | Finales de la NBA | Finales de la NBA | Finales de la NBA |
|  |                         |                         |                         |   |           |                     |                     |                     |  |    |                   |                   |                   |
|  | E1                      | Philadelphia            | 4                       |   |           |                     |                     |                     |  |    |                   |                   |                   |
|  | E3                      | New York                | 2                       |   |           |                     |                     |                     |  |    |                   |                   |                   |
|  | E3                      | New York                | 2                       |   | E1        | Philadelphia        | 3                   |                     |  |    |                   |                   |                   |
|  | División Este           |                         |                         |   | E1        | Philadelphia        | 3                   |                     |  |    |                   |                   |                   |
|  |                         | E2                      | Boston                  | 4 |           |                     |                     |                     |  |    |                   |                   |                   |
|  | E4                      | E2                      | Boston                  | 4 | Detroit   | 2                   |                     |                     |  |    |                   |                   |                   |
|  | E4                      |                         |                         |   | Detroit   | 2                   |                     |                     |  |    |                   |                   |                   |
|  | E2                      | Boston                  | 4                       |   |           |                     |                     |                     |  |    |                   |                   |                   |
|  | E2                      | Boston                  | 4                       |   |           |                     |                     |                     |  | E2 | Boston            | 4                 |                   |
|  |                         |                         |                         |   |           |                     |                     |                     |  | E2 | Boston            | 4                 |                   |
|  |                         | O2                      | Los Angeles             | 2 |           |                     |                     |                     |  |    |                   |                   |                   |
|  | O1                      | O2                      | Los Angeles             | 2 | St. Louis | 2                   |                     |                     |  |    |                   |                   |                   |
|  | O3                      | San Francisco           | 4                       |   |           |                     |                     |                     |  |    |                   |                   |                   |
|  | O3                      | San Francisco           | 4                       |   | O3        | San Francisco       | 0                   |                     |  |    |                   |                   |                   |
|  | División Oeste          |                         |                         |   | O3        | San Francisco       | 0                   |                     |  |    |                   |                   |                   |
|  |                         | O2                      | Los Angeles             | 4 |           |                     |                     |                     |  |    |                   |                   |                   |
|  | O4                      | O2                      | Los Angeles             | 4 | Chicago   | 1                   |                     |                     |  |    |                   |                   |                   |
|  | O4                      |                         |                         |   | Chicago   | 1                   |                     |                     |  |    |                   |                   |                   |
|  | O2                      | Los Angeles             | 4                       |   |           |                     |                     |                     |  |    |                   |                   |                   |

## Estadísticas
| Categoría                    | Jugador          | Equipo             | Estadísticas |
| ---------------------------- | ---------------- | ------------------ | ------------ |
| Puntos por partido           | Oscar Robertson  | Cincinnati Royals  | 29.2         |
| Rebotes por partido          | Wilt Chamberlain | Philadelphia 76ers | 23.8         |
| Asistencias por partido      | Oscar Robertson  | Cincinnati Royals  | 9.7          |
| Porcentaje de tiros de campo | Wilt Chamberlain | Philadelphia 76ers | 59.5         |
| Porcentaje de tiros libres   | Oscar Robertson  | Cincinnati Royals  | 87.3         |

## Premios
- MVP de la Temporada
  -  Wilt Chamberlain (Philadelphia 76ers)
- Rookie del Año
  -  Earl Monroe (Baltimore Bullets)
- Entrenador del Año
  -  Richie Guerin (St. Louis Hawks)

| - Mejor Quinteto de la Temporada - Dave Bing, Detroit Pistons - Oscar Robertson, Cincinnati Royals - Wilt Chamberlain, Philadelphia 76ers - Jerry Lucas, Cincinnati Royals - Elgin Baylor, Los Angeles Lakers | - 2.º Mejor Quinteto de la Temporada - Hal Greer, Philadelphia 76ers - John Havlicek, Boston Celtics - Bill Russell, Boston Celtics - Jerry West, Los Angeles Lakers - Willis Reed, New York Knicks |

- Mejor Quinteto de Rookies
  - Al Tucker, Seattle SuperSonics
  - Walt Frazier, New York Knicks
  - Phil Jackson, New York Knicks
  - Bob Rule, Seattle SuperSonics
  - Earl Monroe, Baltimore Bullets